# Atractodes croceicornis
Atractodes croceicornis là một loài tò vò trong họ Ichneumonidae.